# Klosterneuburg
Klosterneuburg is een gemeente met stadsstatus in de Oostenrijkse deelstaat Neder-Oostenrijk, gelegen in het district Tulln. Klosterneuburg is de op-twee-na grootste gemeente van Neder-Oostenrijk.
Het bestaan van deze gemeente en haar verleden zijn verbonden met het Stift Klosterneuburg.

## Aardrijkskunde
De gemeente heeft een oppervlakte van 76,2 km² en telt ongeveer 25.900 inwoners, waarvan 8% van vreemde nationaliteit (meestal Balkan en/of EU).
Tussen 1938 en 1954 was Klosterneuburg het 26ste district van de federale hoofdstad Wenen. De sinds 1 september 1954 weer zelfstandige gemeente omvat behalve de Weense voorstad Klosterneuburg zelf ook de voormalige gemeenten Gugging, Kierling, Höflein, Kritzendorf, Weidling, Weidlingbach en Scheiblingstein.
In 1954 kwam de gemeente bij het politieke district Wien-Umgebung (WU). Dit politieke district werd per 1 januari 2017 opgeheven. Sinds die datum hoort Klosterneuburg bij het district Tulln.

## Sport
Klosterneuburg heeft diverse sportteams, waaronder een Americanfootballteam, de Danube Dragons ('Donau-draken'), vroeger geheten de Mercenaries ('huurlingen'), dat toentertijd als wide receiver de latere Hollywood-ster Geoff Stults inhuurde.

## Bekende inwoners
- Eduard Scherzer (1944), componist-dirigent en tubaïst
- Franz Kafka (1883-1924), auteur
- Christa Ludwig (1928-2021), opera- en concertzangeres

Ebergassing · Fischamend · Gablitz · Gerasdorf bei Wien · Gramatneusiedl · Himberg · Klein-Neusiedl · Klosterneuburg · Lanzendorf · Leopoldsdorf · Maria Lanzendorf · Mauerbach · Moosbrunn · Pressbaum · Purkersdorf · Rauchenwarth · Schwadorf · Schwechat · Tullnerbach · Wolfsgraben · Zwölfaxing
- Bibliothèque nationale de France: cb11974202h (data)
- Gemeinsame Normdatei: 4031235-5
- International Standard Name Identifier: 0000 0001 1093 1720
- Library of Congress Control Number: n80046542
- MusicBrainz: 72868e4a-def3-46d2-b2bc-2bd5bd0978b3
- Nationale Bibliotheek van Tsjechië: ge502097
- Nationale Bibliotheek van Israël: 987007564317905171
- Virtual International Authority File: 129656574
- WorldCat: E39PBJgRQQqXMCMFjkKTBJqPcP